# Vacchellia
Vacchellia is een monotypisch geslacht van spinnen uit de  familie van de Philodromidae (renspinnen).

## Soort
- Vacchellia baltoroi Caporiacco, 1935